# Persona 5
Persona 5 (ペルソナ5 Perusona Faibu?) är ett datorrollspel utvecklat av Atlus till Playstation 3 och Playstation 4, Spelet gavs ut i Japan i september 2016, och i Europa och Nordamerika den 4 april 2017. Spelet är den sjätte delen i spelserien Shin Megami Tensei: Persona, som är en del av den större serien Megami Tensei.

## Spelupplägg
Persona 5 är ett datorrollspel i vilket spelare styr en gymnasieelev under ett år av hans liv; han får förmågan att frambesvärja aspekter av sitt psyke, som kallas personae. Spelaren utforskar dungeons, och i vilka han eller hon bland annat hoppar över avgrunder och springer mellan olika gömställen. Spelets dungeons innehåller både fasta platser som är kopplade till spelets handling och tema, och slumpmässigt genererade omgivningar. Spelets strider är turordningsbaserade, och involverar att figurer använder både sina personae och två vapentyper: pistoler och närstridsvapen. En justerad variant på Social Links, ett element från Persona 3 och 4, finns även med i Persona 5.

## Handling
Spelet inleds med att protagonisten (som namnges av spelaren) gör en dramatisk flykt genom ett kasino med en väska i handen efter vad som ser ut att vara en lyckad kupp. Efter att ha hoppat genom ett fönster omringas han av poliser som griper honom och förhör honom under våldsamma former innan han lämnas ensam för ytterligare ett förhör med åklagaren Sae Nijima.
När huvudpersonen börjar sin berättelse hoppar spelet tillbaka i tiden ett par månader, till dess att han precis anlänt i Tokyo, dit han skickats för att leva som fosterbarn hos caféägaren Sojiro Sakura till följd av en villkorlig dom för misshandel. Det som egentligen skett är att han försökte förhindra en berusad man från att förgripa sig på en kvinna, men att mannen ramlade och blev skadad till följd av detta.
Ungefär samtidigt så inträffar en tragisk tunnelbaneolycka till följd av ett av många mystiska sammanbrott som drabbat människor i Tokyo under lång tid. Huvudpersonen märker en mystisk applikation i sin telefon, som inte går att radera.
När han börjar på skolan Shujin Academy är det inledningsvis tufft. Andra elever viskar bakom ryggen på honom och personalen dömer honom på förhand. Han lär känna en annan elev, den hetsiga men godhjärtade Ryuji Sakamoto. En dag råkar de tillsammans hamna i ett mystiskt slott där den stränga och perversa idrottsläraren Suguru Kamoshida är kung. Efter att nästan ha blivit dödad vaknar en mystisk kraft till liv i huvudpersonen, nämligen Personan Arsene, som ger huvudpersonen möjlighet att använda magiska krafter mot sina fiender. Även Ryuji får en Persona vid namn Captain Kidd.
De två killarna träffar även på Morgana, en mystisk kattlik varelse som lär dem om deras krafter. Morgana förklarar att slottet existerar i "Metaverse", en parallell värld som skapas av mänsklighetens kollektiva undermedvetna och som kan kommas åt via den mystiska appen. Anledningen till att världen tar form av ett slott där Kamoshida är kung är att i sitt undermedvetna ser han skolan och sin lärarroll på det sättet. Morgana förklarar att genom att stjäla skatten som finns i slottet kommer man kunna ändra Kamoshidas samvete.
I verkligheten blir saker allt värre. Kamoshida förgriper sig på en tjej vid namn Shiho och via eleven Yuki Mishima får huvudpersonerna reda på att Kamoshida även fysiskt misshandlar volleyboll-laget. När Shiho försöker ta livet av sig genom att hoppa från skoltaket beslutar sig huvudpersonerna för att  hämnas och påverka Kamoshidas samvete.
I samband med detta hamnar en gemensam vän till Ryuji och Shiho i gruppen, nämligen den japansk-amerikanska tjejen Ann Takamaki. Hennes Persona Carmen väcks till liv och de fyra vännerna bestämmer sig för att bilda gruppen "The Phantom Thieves of Hearts". Huvudpersonen tar kodnamnet "Joker" eftersom han kan styra mer än en Persona, Ryuji kallar sig "Skull" eftersom hans mask ser ut som en dödskalle, Ann får namnet "Panther" eftersom hennes klädsel får henne att likna en stor katt och Morgana kallas "Mona" eftersom han helt enkelt behöver ett kodnamn.
Efter ett par turer i Kamoshidas slott lyckas de  fyra tjuvarna stjäla skatten. Under tiden detta har hänt så har huvudpersonen även kommit i kontakt med "The Velvet Room", en plats mellan dröm och verklighet som tar formen av ett fängelse. Den mystiske mannen Igor och de två vakterna Caroline och Justine hävdar sig vara ute efter att hjälpa huvudpersonen i hans "rehabilitering" genom att ge honom möjligheten att skapa starkare Personas.
Kamoshidas samvete ändras till sist och han erkänner sina brott och lämnar över sig till polisen. När de fyra tjuvarna samlas på en fin buffé för att fira sin seger märker de att flertalet vuxna beter sig arrogant mot dem och efter ett väldigt otrevligt bemötande mot Ryuji från en man som visar sig vara den man som är orsaken till att huvudpersonen befinner sig i sin nuvarande situation bestämmer de sig för att fortsätta ändra folks samveten till det bättre.
Tjuvarna ger sig senare in i Mementos, en enorm labyrint som representerar allmänhetens undermedvetna. Där får de höra att den berömde konstnären Ichiryusai Madarame egentligen är en bluffmakare som skor sig på att sälja sina lärlingars konst som sin egen. Madarame blir gruppens nästa mål och de lyckas infiltrera hans undermedvetna, som tar formen av ett konstmuseum. 
I samband med detta lär gruppen känna Madarames lärling Yusuke Kitagawa. Från början går Yusuke till Madarames försvar, men när han till sist inser sanningen om sin mästare vaknar Personan Goemon till liv i honom och han går med tjuvarna under kodnamnet "Fox" som kommer från hans rävlika mask. Tjuvarna lyckas ändra Madarames samvete och han erkänner sina brott i en presskonferens.
Denna händelse sätter "Phantom Thieves" på kartan och deras popularitet börjar öka. Detta leder till att elevrådsordföraren Makoto Nijima sätts i uppdrag att undersöka om dessa är Shujin-elever. I samband med att tjuvarna försöker stoppa yakuza-ledaren Junya Kaneshiro ertappas de av Makoto, vars Persona Johanna väcks till liv efter att Kaneshiro försöker utpressa henne. Makoto går med i gruppen under smeknamnet "Queen" som kommer från hennes ledarpersonlighet.
Efter att ha infiltrerat Kaneshiros undermedvetna i formen av en bank så ändrar tjuvarna hans samvete. Ett tag senare hotas de av hackargruppen Medjed som avser att krossa Phantom Thieves. Kort därefter så kontaktas de av hackaren Alibaba som kan hjälpa Phantom Thieves mot Medjed, i utbyte mot att de ändrar samvetet hos hennes sanna jag, den deprimerande och asociala men datorkunniga Futaba Sakura, som visar sig vara Sojiros adoptivdotter. Futaba beskyller sig själv för sin mors död och är snudd på självmordsbenägen.
Efter att ha tagit sig in i pyramiden som representerar Futabas undermedvetna och besegrat en falsk version av Futabas mor Wakaba vaknar Futabas Persona Necronomicon till liv och hon går med i gruppen som deras navigatör. Hon inser att hon inte hade något med sin mors död att göra, utan att hon blev mördad över sin forskning om det mänskliga psyket och Metaverse.
Efter att Futaba satt stopp för Medjed avlider Shujins rektor under mystiska omständigheter när han är på väg att gå till polisen för att ge dem information om något. Kort därefter så ger sig Shujin-eleverna av på en resa till Hawaii och när de kommer tillbaka tjuvarna sig för att ta sig an Kunikazu Okumura, en VD som sägs vara inblandad i de mystiska sammanbrott som inträffar i Tokyo.
Det uppstår komplikationer när Ryuji och Morgana blir osams efter en lång tid av spänningar i gruppen, vilket slutar med att Morgana bestämmer sig för att ta sig an Okumura på egen hand. Det går dåligt och hans liv räddas av Haru Okumura, Okumuras dotter. De bildar en egen tjuvliga, men efter att Phantom Thieves räddar dem så enas gruppen igen, med Haru som ny medlem, utrustad med Personan Milady och kodnamnet "Noir".
Genom att ta sig genom rymdstationen som är Kunikazu Okumuras undermedvetna lyckas de ändra hans samvete och får reda på att en konspiration drar i trådarna bakom kulisserna  i det japanska samhället. Firandet av segern tar dock en tråkig vändning när Okumura avlider under mystiska former under en presskonferens, till följd av att hans undermedvetna jag dödades av en mystisk individ efter att Phantom Thieves lämnade Metaverse.
Under ett skolevenemang bjuds mästerdetektiven Goro Akechi in för att tala. Han berättar att han listat ut tjuvarnas identiteter, men avbryts innan han hinner avslöja dem. I enrum med tjuvarna berättar han att han har bevis mot dem, men att han inte kommer gripa dem ifall de går med på att få åklagaren Sae Nijima (Makotos syster) på rätt bana då hon riskerar att bli korrupt och sedan lägga ner Phantom Thieves. Samtidigt avslöjar Akechi att även han har en Persona, nämligen Robin Hood, och går med tjuvarna under namnet "Crow" som han tagit som en rak motsats till sin vita klädsel eftersom ett kodnamn enligt honom verkligen ska dölja ens identitet.
Akechis plan visar sig dock vara en fälla. Efter att tjuvarna infiltrerat Nijimas undermedvetna som är kasinot i prologen så tillkallar han i hemlighet polisen, som griper huvudpersonen. Spelet har nu kommit ifatt prologen och spelaren får välja att samarbeta med Nijima genom att avslöja sina kumpaner eller att hålla tyst.
Avslöjar spelaren sina kumpaner kommer Goro Akechi att skjuta huvudpersonen i huvudet, vilket avslutar spelet.
Väljer spelaren istället att hålla tyst kommer huvudpersonen istället att minnas att allt var planerat. Det var medvetet att han skulle gripas då resten av gruppen var misstänksam mot Akechi och anade att han hade något på gång, men att de inte kunde bevisa det. Huvudpersonen övertalar Sae Nijima att visa en telefon för Akechi, vilket skickar in honom i en Metaverse-version av förhörsrummet där han dödar en Metaverse-version av huvudpersonen.
Den riktiga huvudpersonen smugglas ut och återförenas med sina vänner och Sojiro, som vid det här laget vet vilka Phantom Thieves är men stödjer dem i sitt uppdrag. Tack vare avlyssningsutrustning i Akechis telefon så får de reda på att Akechi är ansvarig för många av de mystiska dödsfallen och sammanbrotten, en del av konspirationen och att den leds av Masayoshi Shido, en politiker som har stort stöd bland folket. Det var Shido som var den berusade man huvudpersonen försökte stoppa tidigt i spelet och han har även haft inblandning i många andra incidenter.
Tjuvarna bryter sig in i Shidos undermedvetna som tar formen av ett kryssningsfartyg där Shido är kaptenen som vill styra Japan som sitt eget fartyg. Väl därinne träffar de på Akechi igen, som avslöjar att han likt huvudpersonen kan styra flera Personas (Robin Hood och Loke) och att han är Shidos son. Akechi försöker döda tjuvarna, men besegras och byter sida när han inser att Shido tänker döda honom. Han offrar sitt liv för att rädda Phantom Thieves, som sedan lyckas besegra Shido och ändra hans samvete.
Shido vinner valet, men bryter ihop under sitt segertal och erkänner sina brott. Trots detta lever misstron mot Phantom Thieves kvar och allmänheten stödjer fortfarande Shido. Sae Nijima berättar att konspirationen försöker göra det omöjligt att lagföra Shido och att de tänker arrestera alla med någon form av koppling till huvudpersonen. 
Tjuvarna bestämmer sig att det bara finns en sak att göra, nämligen att försöka ändra allmänhetens kollektiva samvete för att göra saker bättre. De tar sig ner i Mementos djup och får reda på att allmänheten är instängd i ett fängelse som begränsar deras möjligheter till individuellt tänkande.
De hålls fångna av en varelse som kallar sig för den heliga Graalen och utan problem besegrar huvudpersonerna. Till följd av detta så slås Mementos ihop med den verkliga världen och människorna förslavas under Graalens vilja. Eftersom allmänhetens undermedvetna styr vad som existerar i Mementos (och därmed verkligheten efter sammanslagningen) och allmänheten slutat tro på Phantom Thieves upphör de att existera.
Huvudpersonen vaknar i Velvet Room, där Igor förklarar att han misslyckats och beordrar Caroline och Justine att döda honom. De finner sig oförmögna att göra det och inser att de från början var en och samma person.
Med huvudpersonens hjälp förenas Caroline och Justine till en person igen, den unga kvinnan Lavenza, som avslöjar att Igor är i själva verket Graalen som kidnappat den riktiga Igor och tagit hans plats.
Spelaren får välja mellan att samarbeta med Graalen eller att stoppa den. Väljer spelaren samarbete avslutas spelet med att livet återgår till det normala, men att mänskligheten inte kan tänka fritt och att huvudpersonen missbrukar sin kraft. 
Väljer man istället att stoppa Graalen så återvänder den riktiga Igor för att hjälpa huvudpersonerna. Huvudpersonen återförenas med sina vänner och återställer deras hopp innan Igor och Lavenza förklarar att det som händer är ett "spel" från Graalens sida för att avgöra mänsklighetens öde med Akechi och huvudpersonen som "spelare", där Graalen försökt sabotera för huvudpersonen under årets gång.
Efter detta ger sig huvudpersonerna tillbaka till verkligheten för att stoppa Graalen. Efter att ha besegrat den avslöjar den sin sanna form: Yaldabaoth, kontrollens gud.
Trots en hård kamp lyckas huvudpersonerna inte besegra Yaldabaoth då denne får kraft från folkets vilja att förslavas. Däremot lyckas huvudpersonens vänner vända folkets åsikt så att de tror på Phantom Thieves. Detta tillåter huvudpersonen att förvandla sin Persona Arsene till den betydligt starkare Satanael som dödar Yaldabaoth och befriar mänskligheten, vilket samtidigt upplöser Metaverse.
Världen återgår till det normala och Sae Nijima berättar att arbetet med att åtala Shido har börjat och att huvudpersonen ska vittna mot honom. Detta kommer dock resultera i att huvudpersonen som ledare för Phantom Thieves har brutit mot sin villkorliga dom och kommer hamna på anstalt.
Han går dock med på detta och utanför murarna jobbar hans vänner för att få honom befriad. Efter att kvinnan huvudpersonen försökte rädda i början har berättat sanningen släpps han fri och återförenas med sina vänner. Spelet slutar med att de skjutsar hem honom till hans hemstad, men med några extra stopp på vägen dit.

## Utveckling
Atlus började förbereda utvecklingen av ett nytt Persona-spel år 2010. Katsura Hashino bekräftade att spelet höll på att utvecklas år 2012 i en intervju med Famitsu. Flera personer som hade arbetat på tidigare Persona-spel arbetade även på Persona 5, inklusive Hashino, figurdesignern Shigenori Soejima och kompositören Shoji Meguro. Hashino, som är spelets regissör och producent, var inte fullt involverad förrän efter att han hade slutfört sitt arbete med spelet Catherine. Catherine använder sig av en spelmotor som utvecklades av en tredjepartsutvecklare, medan Persona 5 använder sig av en spelmotor som utvecklades internt av Atlus just för Persona 5. Hashino trodde att detta skulle bidra till att utvecklingen skulle ta mindre tid, men sade 2012 att spelet var långt från att bli färdigställt. Spelets animerade cutscenes producerades av Production I.G. Spelets berättelses teman bestämdes i augusti 2011. Meguro använde temana som inspiration till sin musik, och sade att han använde acid jazz-element för att få fram rätt stämning.
Utvecklingsteamet kände att spelets estetik var en vidareutveckling från Persona 4. Dess stil reflekterar de problem teamet var tvungna att komma över under utvecklingen. Enligt Hashino är det centrala temat för spelet frihet och hur figurerna uppnår det. Han samarbetade med Soejima för att se till att temat återspeglas i figurerna och omgivningarna. Spelets temafärg är rött, i likhet med hur Persona 3 och 4:s färger är blått respektive gult. Avsikten med färgen röd är att förmedla en hård känsla. Soejima designade spelets logotyp för att förmedla de unga figurernas "höghastighetstillvaro", medan vissa element såsom protagonistens persona Arsène designades för att verka gammelmodiga i jämförelse. Detta var en utmaning, då Soejima behövde balansera det och samtidigt förmedla en stark stilkänsla. Hashino ville att spelet skulle vara mer "tematiskt lättillgänglig" för nykomlingar till Persona-serien, och ville att det skulle vara en känslosam upplevelse som ger spelare en blandning av känslor och lämnar dem med en stark känsla av katarsis och inspiration till att ta sig an sina egna problem. Teamet inspirerades främst av tre berättelser: Berättelser från träskmarkerna av Shi Nai'an, den japanska kriminalfilmen Hakuchuu no Shikaku och den anonymt skrivna spanska romanen Lazarillo de Tormes.
Huvudpersonernas aktiviteter som tjuvar är en del av hur de bryter sig loss från samhällets normer och uttrycker sig själva. Det främsta målet med spelet var att visa hur figurerna finner mod till att gå utanför de gränser som tidigare generationer har satt för samhället. Trots dessa förändringar jämfört med tidigare Persona-spel utspelar sig Persona 5, liksom tidigare spel, i en high school-miljö. Hashino sade att medan de senaste delarna av Persona hade handlat om protagonister som jagar efter antagonister, framträder antagonisterna och de fenomen som kommer från att de jagar protagonisterna mer i Persona 5. Figurerna beskrevs som "juvenila akademiker", medan miljön och stilen jämfördes med en pikareskroman. Utvecklingsteamet ställde sig därför frågan hur en figur som Arsène Lupin III skulle kunna vara tilltalande i ett modernt samhälle. Bland figurer som inspirerade Phantom fanns den ursprungliga Arsène Lupin, Kaijin Nijū Mensō och Ishikawa Goemon. Figurerna renderades ursprungligen i samma realistiska stil som i Catherine, men utvecklingsteamet tyckte att det kändes fel i Persona-serien. De provade sig fram tills de hittade en stil som passade. En liknande process användes under designen av användargränssnittet och menyerna. Hashino beskriver protagonisten som en trickster som under sina och sina kompanjoners aktiviteter skapar händelser. Persona-seriens återkommande motiv med masker används mer direkt i Persona 5:s handling än i de föregående spelen.
Spelet tillkännagavs år 2013 med en kryptisk teaser-trailer tillsammans med spinoff-spelen Persona Q: Shadow of the Labyrinth, Persona 4: Dancing All Night och Playstation 3-versionen av Persona 4 Arena Ultimax. Vid tillkännagivandet sades det att spelet planerades ges ut vintern 2014 till Playstation 3, men under Sonys SCEJA-presskonferens i september 2014 sköts spelet upp till 2015, och en Playstation 4-version tillkännagavs. Spelets första gameplay-trailer presenterades den 5 februari 2015. En Blu-ray-skiva med ytterligare en video från spelet gavs ut i en bundling med den första japanska utgåvan av Persona 4: Dancing All Night. Låten som användes i den första gameplay-trailern var en instrumental version av spelets huvudtema. Under Tokyo Game Show 2015 tillkännagavs det att spelet hade skjutits upp till mitten av 2016. Hashino bad om ursäkt för förseningen och sade att det var nödvändigt för att kunna leverera en högkvalitativ produkt.

## Mottagande
Efter spelets framträdande på Tokyo Game Show 2015 tilldelades det priset Japan Game Awards i kategorin bästa kommande datorspel.